# Liga ACB

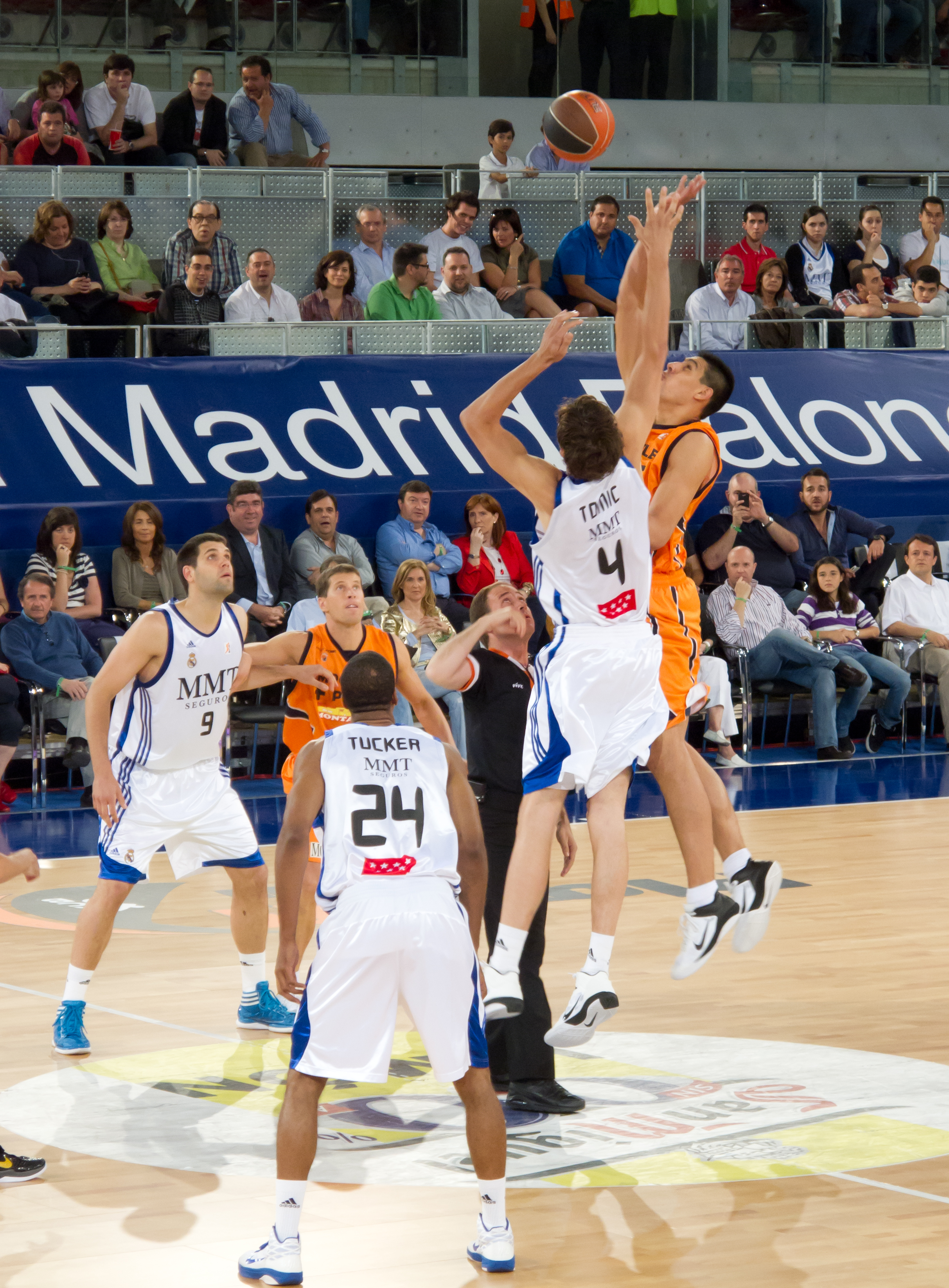
Real Madrid vs Fuenlabrada

Asociación de Clubs de Baloncesto (známá také pod zkratkou ACB) je organizace španělských klubů, která řídí nejvyšší profesionální basketbalovou soutěž ve Španělsku. V českém tisku je obvykle označována jako Španělská basketbalová liga (ve smyslu soutěže) nebo Liga ACB, případně španělsky Liga Endesa.

## Současnost
ACB se účastní 18 plně profesionálních týmů.

### Herní systém
Sezóna ACB sestává ze dvou částí. V dlouhodobé části hrají všechny týmy systémem každý s každým dvakrát (doma a venku). Následuje play-off hrané na tři vítězná utkání v každém kole, do kterého postupuje pouze osm nejlepších družstev.
ACB je otevřená soutěž – na konci dlouhodobé části každé sezóny sestupují dva poslední týmy do druhé ligy, ze které naopak postupují dva nejlepší týmy do ACB.

### Seznam týmů v sezóně2013–14
- Baloncesto Fuenlabrada
- Bilbao Basket
- CAI Zaragoza
- Cajasol Sevilla
- CB Canarias (Iberostar Tenerife)
- CB Estudiantes
- UCAM Murcia
- CB Valladolid
- FC Barcelona Regal
- FIATC Joventut (Badalona)
- Herbalife Gran Canaria
- La Bruixa d'Or Manresa
- Río Natura Monbus
- Real Madrid
- San Sebastián Gipuzkoa BC
- Laboral Kutxa (Saski Baskonia)
- Unicaja Málaga
- Valencia BC

## Historie
Soutěž byla založena v roce 1956 pod názvem Liga Nacional, své současné jméno nese od roku 1983.
Následující tabulka zobrazuje seznam vítězů – v první části Ligy Nacional, v druhé části vítězů ACB:
| Sezóna  | Vítěz             |
| ------- | ----------------- |
| 1956–57 | Real Madrid       |
| 1957–58 | Real Madrid       |
| 1958–59 | FC Barcelona      |
| 1959–60 | Real Madrid       |
| 1960–61 | Real Madrid       |
| 1961–62 | Real Madrid       |
| 1962–63 | Real Madrid       |
| 1963–64 | Real Madrid       |
| 1964–65 | Real Madrid       |
| 1965–66 | Real Madrid       |
| 1966–67 | Joventut Badalona |
| 1967–68 | Real Madrid       |
| 1968–69 | Real Madrid       |
| 1969–70 | Real Madrid       |
| 1970–71 | Real Madrid       |
| 1971–72 | Real Madrid       |
| 1972–73 | Real Madrid       |
| 1973–74 | Real Madrid       |
| 1974–75 | Real Madrid       |
| 1975–76 | Real Madrid       |
| 1976–77 | Real Madrid       |
| 1977–78 | Joventut Badalona |
| 1978–79 | Real Madrid       |
| 1979–80 | Real Madrid       |
| 1980–81 | FC Barcelona      |
| 1981–82 | Real Madrid       |
| 1982–83 | FC Barcelona      |

| Sezóna  | Vítěz             |
| ------- | ----------------- |
| 1983–84 | Real Madrid       |
| 1984–85 | Real Madrid       |
| 1985–86 | Real Madrid       |
| 1986–87 | FC Barcelona      |
| 1987–88 | FC Barcelona      |
| 1988–89 | FC Barcelona      |
| 1989–90 | FC Barcelona      |
| 1990–91 | Joventut Badalona |
| 1991–92 | Joventut Badalona |
| 1992–93 | Real Madrid       |
| 1993–94 | Real Madrid       |
| 1994–95 | FC Barcelona      |
| 1995–96 | FC Barcelona      |
| 1996–97 | FC Barcelona      |
| 1997–98 | TDK Manresa       |
| 1998–99 | FC Barcelona      |
| 1999–00 | Real Madrid       |
| 2000–01 | FC Barcelona      |
| 2001–02 | Tau Vitoria       |
| 2002–03 | FC Barcelona      |
| 2003–04 | FC Barcelona      |
| 2004–05 | Real Madrid       |
| 2005–06 | Unicaja Málaga    |
| 2006–07 | Real Madrid       |
| 2007–08 | Tau Vitoria       |
| 2008–09 | FC Barcelona      |
| 2009–10 | Caja Laboral      |
| 2010–11 | FC Barcelona      |
| 2011–12 | FC Barcelona      |
| 2012–13 | Real Madrid       |
| 2013–14 | FC Barcelona      |
| 2014–15 | Real Madrid       |
| 2015–16 | Real Madrid       |
| 2016–17 | Valencia          |
| 2017–18 | Real Madrid       |
| 2018–19 | Real Madrid       |